# Cmentarz wojenny w Piotrkowie (południowy)
Cmentarz wojenny w Piotrkowie – cmentarz z okresu I wojny światowej znajdujący się w Piotrkowie, gmina Jabłonna, powiat lubelski.
Cmentarz znajduje się na terenie prywatnym, na tyłach gospodarstwa w pobliżu dawnego folwarku. Składa się z 5 kopców ziemnych. Pochowano tu prawdopodobnie 246 żołnierzy z okresu sierpnia 1914 r. oraz z 21–23 lipca 1915 r.:
- żołnierzy austro-węgierskich
- żołnierzy armii carskiej